# رودولف کلاین-روگه
رودولف کلاین-روگه (انگلیسی: Rudolf Klein-Rogge؛ ۲۴ نوامبر ۱۸۸۵ – ۲۹ مهٔ ۱۹۵۵) یک هنرپیشه اهل آلمان بود. وی بین سال‌های ۱۹۱۲ تا ۱۹۴۲ میلادی فعالیت می‌کرد.
از فیلم‌ها یا برنامه‌های تلویزیونی که وی در آن نقش داشته است می‌توان به متروپلیس، مطب دکتر کالیگاری، نیبه‌لونگ‌ها، جاسوس، روبرت کخ، دکتر مابوزه: قمارباز، سرنوشت، مادام بوواری اشاره کرد.